# Chuyến bay 592 của ValuJet
Chuyến bay 592 của ValuJet là chuyến bay theo lịch trình thường xuyên từ Sân bay quốc tế Miami đến Sân bay quốc tế Hartsfield–Jackson Atlanta. Vào ngày 11 tháng 5 năm 1996, chiếc McDonnell Douglas DC-9 của ValuJet Airlines điều hành tuyến đã đâm vào Everglades khoảng 10 phút sau khi cất cánh từ Miami do hỏa hoạn trong khoang hàng hóa. Nguyên nhân hỏa hoạn là do hàng hóa nguy hiểm được dán nhãn sai và bảo quản không đúng cách. Toàn bộ 110 người trên máy bay đã thiệt mạng. Hãng hàng không đã có thành tích an toàn kém trước vụ tai nạn và vụ tai nạn đã thu hút sự chú ý rộng rãi đến các vấn đề của hãng. Hãng hàng không này đã bị đình chỉ trong vài tháng sau vụ tai nạn. Khi hoạt động trở lại, ValuJet không thể thu hút được lượng khách hàng như trước khi xảy ra tai nạn. Nó đã mua lại AirTran vào năm 1997, nhưng thiệt hại kéo dài đối với tên ValuJet đã khiến các giám đốc điều hành của ValuJet lấy tên AirTran.

## Máy bay và phi hành đoàn
Chiếc máy bay, một chiếc DC-9-32 đã đăng ký N904VJ, là chiếc DC-9 thứ 496 được lắp ráp tại nhà máy Long Beach. Nó đã 27 tuổi vào thời điểm xảy ra tai nạn và trước đó đã được bay bởi Delta Air Lines. Chuyến bay đầu tiên của nó là ngày 18 tháng 4 năm 1969 và nó được giao cho Delta vào ngày 27 tháng 5 năm 1969 với tên gọi N1281L. Chiếc máy bay đã bay cho Delta cho đến cuối năm 1992, khi nó được cho nghỉ hưu và bán lại cho McDonnell Douglas. McDonnell Douglas sau đó đã bán chiếc máy bay này cho ValuJet vào năm 1993. Máy bay được trang bị hai động cơ phản lực cánh quạt Pratt & Whitney JT8D-9A.
Máy bay đã gặp phải một loạt sự cố trong hai năm trước khi xảy ra vụ tai nạn, bao gồm hai lần cất cánh bị hủy bỏ và tám lần hạ cánh khẩn cấp. Lỗi động cơ và điều áp là những vấn đề chính trong một số sự cố. Vào tháng 5 năm 1995, FAA đã ban hành chỉ thị nối lại dây cho tất cả các buồng lái DC-9 vì các bó dây trong bảng công tắc có thể gây ra "cháy và khói không kiểm soát được khắp buồng lái do chập và chập."
Trên boong đáp có hai phi công giàu kinh nghiệm: Cơ trưởng Candi Kubeck (35) và Sĩ quan thứ nhất Richard Hazen (52). Cơ trưởng Kubeck đã tích lũy tổng cộng 8.928 giờ bay trong suốt sự nghiệp của mình (bao gồm 2.116 giờ trên DC-9) và Sĩ quan thứ nhất Hazen đã có tổng cộng hơn 11.800 giờ bay trong suốt sự nghiệp của mình, trong đó có 2.148 giờ trên DC-9.